# Ekron

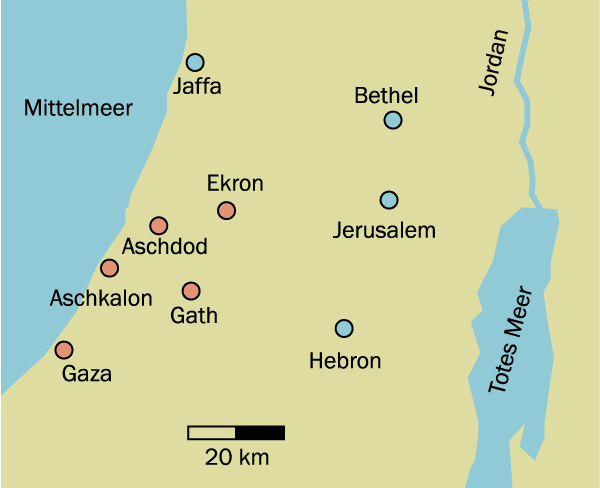

Ekron (antik Akkaron; hebräisch עֶקְרוֹן ʿEqrōn) ist eine in der Bibel genannte Stadt der Philister. 

## Ausgrabungen
Ekron wird heute mit Tel Miqne auf dem Gebiet des Kibbuz Revadim im heutigen Israel gleichgesetzt. Seit 1981 wird dort ausgegraben.

## Geschichte
Vereinzelte Funde zeigen, dass der Ort wohl schon um 3000 v. Chr. (Chalkolithikum) besiedelt war, obwohl Schichten aus dieser Zeit bisher nicht ergraben wurden. Die Stadt wurde wohl im 17. vorchristlichen Jahrhundert gegründet. Insgesamt wurden elf Schichten unterschieden. Der Ort war zeitweise von einer Mauer umgeben und ca. 300 × 400 m groß, wobei eine Ober- und eine Unterstadt unterschieden wurden.
Die Philisterstadt wurde um 1200 v. Chr. gegründet. Es fand sich zahlreiche mykenische oder zypriotische Importkeramik (SH IIIC). In einem Tempelkomplex fand sich eine königliche Weihinschrift, die die Identifizierung des Tells als Ekron bestätigte und die Namen von fünf Königen überlieferte, von denen einige bereits aus assyrischen Quellen bekannt waren. Nach der Inschrift war dieser Tempel der Göttin Ptgyh (oder Ptyh) geweiht. Um 700 v. Chr. wurde die Stadt von den Assyrern erobert. Danach erlebte die Stadt eine Blütezeit als Zentrum der Olivenverarbeitung. Im Jahre 604 oder 603 v. Chr. eroberten die Babylonier die Stadt. Aus römischer und islamischer Zeit gibt es sporadische Siedlungsreste.

## Bibel
Nach dem Buch Josua ist Ekron ein Teil des philistäischen Fünfstädtebundes, der aus den Städten Gat, Gaza, Aschdod, Ekron und Aschkelon bestand. Nach der idealen Geographie des Landes Israel sollte Ekron dem Stammesgebiet von Juda zugehören (Jos 15 ). Im so genannten „negativen Besitzverzeichnis“ (Ri 1 ) wird jedoch vermerkt, dass Juda das Gebiet von Ekron nicht erobern konnte. Nach der Niederlage der Israeliten gegen die Philister (1 Sam 4 ) geht die Bundeslade verloren und wird zwischenzeitlich auch in Ekron aufbewahrt. Nach 2 Kön 1  lässt Ahasja von Israel nach einer Verletzung Baal-Sebub (Beelzebub), den Gott von Ekron, über sein Schicksal befragen, worauf er vom Propheten Elija scharf kritisiert wird.
Schließlich wird Ekron zusammen mit den anderen Philisterstädten in den Orakeln der Propheten Jeremia (Jer 25 ), Amos (Am 1 ), Zefanja (Zef 2 ) und Sacharja (Sach 9 ) erwähnt und ihr Unheil vorausgesagt.

## Könige von Ekron
- Padi zur Zeit von Sanherib
- Achisch (Ikausu) (Erbauer des Tempels)

Ob die in der Ekron-Inschrift genannten weiteren Vorfahren Achischs Ya'ir, Ada und Ysd ebenfalls Könige Ekrons waren, ist unklar. Die Aufzählung mehrerer Ahnen könnte auch der Legitimation einer mit Padi neu beginnenden Dynastie gedient haben.